# Véranne
Véranne este o comună în departamentul Loire din sud-estul Franței. În 2009 avea o populație de 770 de locuitori.

## Evoluția populației
| An        | 1975 | 1982 | 1990 | 1999 | 2006 | 2009 |
| --------- | ---- | ---- | ---- | ---- | ---- | ---- |
| Populație | 429  | 452  | 506  | 582  | 667  | 770  |